# Musique japonaise traditionnelle

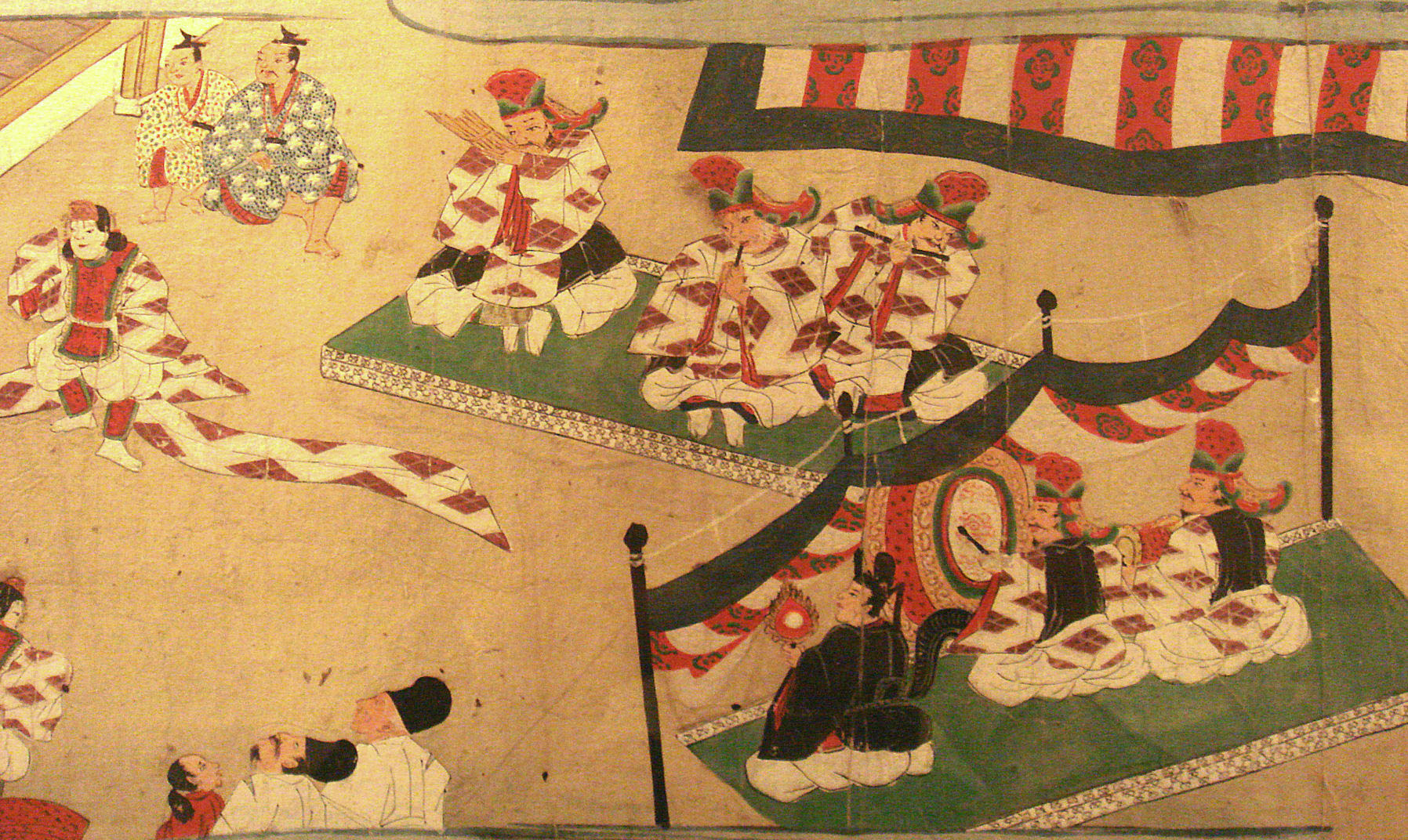
Musiciens et danseur, époque de Muromachi

La musique traditionnelle japonaise recouvre trois genres : musique instrumentale, musique pour le théâtre et musique de cour.

## Types de musique japonaise traditionnelle

### Kabuki
Le kabuki (歌舞伎) est une forme de théâtre japonais accompagné de trois types de musique :
- Gidayubushi – en grande partie identique au jōruri.
- Shimoza ongaku – la musique est jouée dans les kuromisu, les sièges inférieurs au-dessous de la scène.
- Debayashi – musique jouée sur la scène kabuki; également connue sous le nom degatari.

### Nô
Le nô (能) ou nōgaku (能楽) est une autre forme de théâtre traditionnel japonais dont la musique est jouée par le hayashi-kata (囃子方). Les instruments utilisés sont le taiko (太鼓), l'ōtsuzumi (大鼓), le tsuzumi (小鼓) et le fue (笛).

### Gagaku
Le gagaku (雅楽) est une musique de cour et la plus ancienne musique traditionnelle au Japon. Elle comprend des chansons, des danses et un mélange d'autres éléments de musique asiatique. Il en existe deux styles : musique instrumentale kigaku (器楽) et musique vocale seigaku (声楽).
- Musique instrumentale :
  - Kangen (管弦) - essentiellement, une forme chinoise de musique.
  - Bugaku (舞楽) - influencée par la dynastie Tang de Chine et Balhae.

- Musique vocale :
  - Kumeuta (久米歌)
  - Kagurauta (神楽歌)
  - Azumaasobi (東遊び)
  - Saibara (催馬楽)
  - Rōei (朗詠)

### Shōmyō
Le shōmyō (声明) est une sorte de chant bouddhiste qui est une mélodie ajoutée pour un sutra. Venu de l'Inde, le shōmyō apparaît au Japon à l'époque de Nara et est chanté a cappella par un ou plusieurs moines bouddhistes.

### Jōruri
Le jōruri (浄瑠璃) est une musique narrative utilisant le shamisen (三味線). Il existe quatre principaux styles de jōruri issus de traditions centenaires qui se perpétuent de nos jours.
- Gidayubushi (義太夫節)- Takemoto Gidayu (竹本義太夫) commence à jouer le jōruri à Osaka au cours de l'époque d'Edo. Ce type de jōruri est destiné au bunraku, (pièces de marionnettes).

- Tokiwazubushi (常磐津節) - Tokiwazu Mojidayu (常磐津文字太夫) commence à jouer ce style de jōruri à Edo au cours de l'époque d'Edo. Ce type de jōruri est destiné aux danses kabuki appelées shosagoto.

- Kiyomotobushi (清元節) - Kiyomoto Enjyudayu (清元延寿太夫) commence à jouer ce style pour les danses kabuki à Edo en 1814. Il joue d'abord le style tomimotobushi puis s'en éloigne et crée le style kiyomotobushi. Ce style est léger, rafraîchissant, sans contrainte et chic.

- Shinnaibushi (新内節) - Tsuruga Shinnai (鶴賀新内) commence à jouer de ce style pour le kabuki au milieu de l'époque d'Edo. Ce style de jōruri est habituellement animé.

Il y a quatre autres styles de jōruri qui ont disparu pour l'essentiel. Le katōbushi, l'icchuubushi et le miyazonobushi sont démodés et appelés kokyoku (古曲) qui signifie « musique ancienne ». Outre les trois genres énumérés ci-dessus, le kokyoku comprend l'ogiebushi (荻江節) qui n'est pas du jōruri mais du nagauta.
- Katōbushi (河東節) - Masumi Katō (十寸見河東) (1684–1725) commence à jouer dans ce style original en 1717.

- Icchuubushi ou Itchubushi (一中節) - Miyako Icchuu (都一中) ou Miyakodayuu Icchuu (都太夫一中) (1650–1724) introduit ce style au milieu de l'époque d'Edo.

- Miyazonobushi (宮薗節) ou Sonohachibushi (薗八節) - Miyakoji Sonohachi (宮古路薗八) commence à jouer de ce style à Kyoto à la même époque. Le miyazonobushi est un style modeste.

- Tomimotobushi (富本節) - Tomimoto Buzennojō (富本豊前掾) (1716–1764) est le créateur de ce style dérivé du style tokiwazubushi.

### Nagauta
Le nagauta (長唄) est joué au shamisen. Il y a trois styles de nagauta : un pour la danse kabuki, un pour le dialogue kabuki et un pour une musique sans rapport avec le kabuki.
L'ogiebushi (荻江節) est similaire au nagauta. Ogie Royuu I(荻江露友) (?-1787) qui se fait connaître vers 1767 en est le créateur après avoir commencé par le style nagauta. Son rival est Fujita Kichiji (富士田吉治), chanteur de nagauta à Edo. Ogie Royuu I possède une voix belle mais de peu de puissance. Au théâtre, le volume de la voix est important car les voix de faible volume n'atteignent pas tout l'auditoire, aussi Ogie Royuu I a-t-il cessé de chanter dans les théâtres et a commencé à chanter à Yoshiwara. Ogie Royuu II et Ogie Royuu III sont inconnus. Le style ogiebushi décline après 1818. Tamaya Yamazaburou(玉屋山三郎), propriétaire d'un salon à Yoshiwara connaît très bien la musique et compose quelques nouveaux morceaux ogiebushi à la fin de l'époque d'Edo. Ses pièces sont influencées par la musique jiuta (地歌). Iijima Kizaemon(飯島喜左衛門) rétablit l'ogiebushi et change de nom pour se faire connaître comme Ogie Royuu IV en 1876 ou 1879.
Le kokyoku est une musique de l'époque d'Edo que jouent peu de musiciens, âgés et sans dextérité particulière. Les connaisseurs sont rares. Durant l'époque d'Edo, les nouvelles musiques sont le nagauta, le gidayuubushi, le tokiwazubushi, le kiyomotobushi, le shinnaibushi etc. « Kokyoku » est un nom commode créé en 1919 par Machida Kashou (町田佳聲) (1888–1981), chercheur et compositeur. L'ogiebushi est plus récent que le nagauta mais classé dans le kokyoku, mot utilisé au Japon après 1919 et utilisé couramment durant l'ère Taishō. En 1962 est fondé le kokyokukai (古曲会, groupe de musique ancienne). En japonais moderne, hurui ongaku désigne la musique ancienne tandis que kokyoku est idiomatique.

### Musique shakuhachi
La musique shakuhachi (尺八) apparaît à l'époque d'Edo. Les moines bouddhistes la jouent comme substitut à un sutra. Le shakuhachi est parfois joué avec d'autres instruments.

### Sōkyoku
Le sōkyoku (筝曲) utilise le « koto chinois » (guzheng), différent du koto japonais (琴). Il existe deux écoles de sōkyoku.
- Ikuta ryu - Originaire de l'est du Japon, il est joué au shamisen.
- Yamada ryu - Originaire de l'ouest du Japon, il est composé de chants.

## Musique traditionnelle dans la culture moderne
Les musiciens traditionnels japonais collaborent parfois avec des musiciens occidentaux modernes. Ils créent en outre de nouveaux styles de musique japonaise influencée par l'Occident, mais toujours en utilisant des instruments de musique traditionnels.

## Instruments de musique traditionnelle
- 琵琶 Biwa
- 琴 Koto
- 一絃琴 Ichigenkin
- 三線 Sanshin
- 大和琴 Yamatogoto
- 胡弓 Kokyū
- 法竹 Hotchiku
- 能管 Nohkan
- 龍笛 Ryuteki
- 尺八 Shakuhachi
- 篠笛 Shinobue
- 篳篥 Hichiriki
- 笙 Shō
- 竽 Yu (en)
- 法螺貝 Horagai
- 鞨鼓 Kakko
- 太鼓 Taiko
- 大鼓 Ōtsuzumi
- 小鼓 Tsuzumi
- 鼓 Tsuzumi
- 締太鼓 Shime-daiko
- 拍子木 Hyoshigi
- 鉦鼓 Shōko

## Artistes
- Yoshida Brothers